# Colabata hezia
Colabata hezia is een vlinder uit de familie van de Apatelodidae. De wetenschappelijke naam van de soort is voor het eerst geldig gepubliceerd in 1899 door Herbert Druce.